# 抵抗器
抵抗器（ていこうき、英: resistor）とは、一定の電気抵抗値を得る目的で使用される電子部品であり受動素子である。通常は「抵抗」と呼ばれることが多い。
電気回路用部品として、電流の制限や、電圧の分圧、時定数回路などの用途に用いられる。集積回路など半導体素子の内部にも抵抗素子が形成されているが、この項では独立した回路部品としての抵抗器について述べる。

## 概要
抵抗器はオームの法則によく従う性質を持つ電気抵抗素子をパッケージ化した電子部品である。電気抵抗素子は簡潔に抵抗体と呼ばれることもある。
抵抗は抵抗体の何処かに少なくとも2つ以上の電極を設けている。ある電極間に電位差を加えると電極の電位差に比例した単位時間あたりの電荷の移動、すなわち電流が生じる(オームの法則)。比例定数は電気伝導率とよばれるが、通常は電気導電率の逆数である電気抵抗率を用い、ある抵抗器の電気抵抗率はその抵抗器の抵抗値と呼ばれる。抵抗器のもつ抵抗値はSI単位の1つであるオーム（Ω）で表す。1ボルト(V)の電位差を加えたとき、1アンペア(A)の電流が生じると、その抵抗器は1オーム(Ω)の抵抗値を持つとされる。
抵抗体では電極の電位差に応じた電荷の移動が起きているため、仕事をする。通常の抵抗体であれば、この仕事の殆ど全てが熱エネルギーに変換される。この発熱のことをジュール熱という。
ジュール熱Q(単位:ジュール J)の発生量は抵抗器の抵抗値R(単位:Ω)と電極間電位差E(単位:V)、及び時間t(単位:秒 sec)によって下記のように定まる(ジュール熱の項目も参照のこと)。
{\displaystyle Q={\frac {E^{2}t}{R}}}
電位差および抵抗値に時間による変化が無い場合、仕事率W(単位:ワット W)は
{\displaystyle W={\frac {E^{2}}{R}}}
となる。この仕事率Wは抵抗器の損失という。損失、すなわち電力を消費する作用は抵抗器の最も基礎的な作用であり、抵抗器の用途として非常に重要である。通常、抵抗器は自己のジュール熱による発熱によって抵抗体の温度が上昇して自分自身が劣化してしまうのを避けるため、製品の許容損失が定められている。(メーカーのデータシート上では、定格電力という表記がされていることが多い)
抵抗器の抵抗値は一定であることが多くの場合要求されるが、抵抗器の周囲温度によって抵抗値が変動するように作られた抵抗器や、通常は抵抗値が低いが特定状況に限って極めて高い抵抗値を示すように作られた抵抗器もある。

## 主な定格
抵抗値
電気抵抗の値。基本単位はΩ（オーム）であり、必要に応じてk（キロ）やM（メガ）といったSI接頭辞が使われる。固定抵抗器の場合、JISやISOで制定されたE系列と呼ばれる等比数列刻みの値で生産されている。実際の回路設計では、材料部品の品目数を少なくするため、E12（10・12・15・18・22・27・33・39・47・56・68・82を基数とする倍数値）で設計されることが多い。他にE24（E12に11・13・16・20・24・30・36・43・51・62・75・91が追加）も使われている。
定格電力
抵抗器は、電力を消費することにより発熱するので、定格電力が規定されており、その範囲内で使用することが求められる。単位はW（ワット）である。小はチップ抵抗にみられる1/32Wから、大はセメント抵抗やホーロー抵抗など数百Wのものまである。
定格電圧
抵抗器にかけられる電圧の上限。単位はV（ボルト）である。通常の回路では、抵抗器に加わる電圧が定格電圧に達する前に定格電力オーバーとなって制限される場合が多いが、高い電圧を扱う回路において、高い抵抗値の素子を用いる場合や、定格電圧の低い小型のチップ抵抗器を用いる場合には注意が必要となる。
抵抗許容差
定格抵抗値に対する偏差の許容値で単位は % である。一般的には誤差と称される。
抵抗温度係数
抵抗器の温度変化に対する抵抗値変化の割合。単位は ppm/℃ である。

## 分類
抵抗器はその形状や機能、構造によって幾つかの種類が存在する。

### 形状による分類

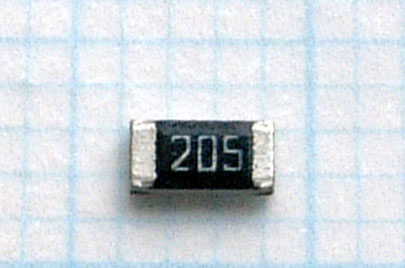
1mm方眼紙上のチップ抵抗（3216サイズ）

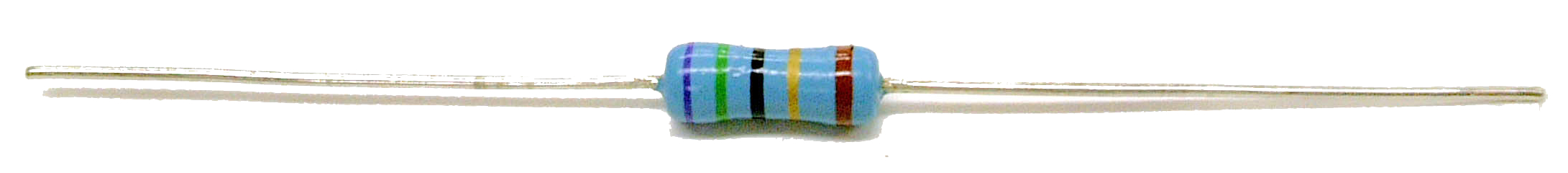
アキシャルリード

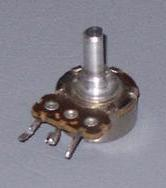
可変抵抗

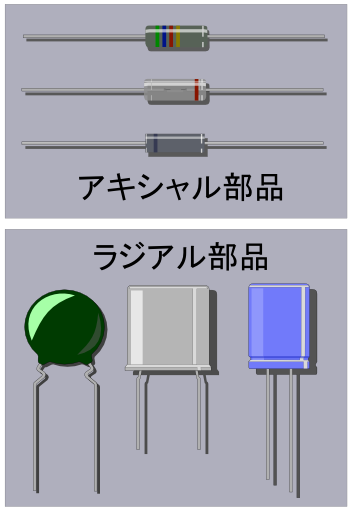
アキシャルリードの抵抗器；リード線が一線の同じ軸（上）とラジアルリードのコンデンサ（下）;リード線が放射状（平行であっても放射状と呼ぶ）

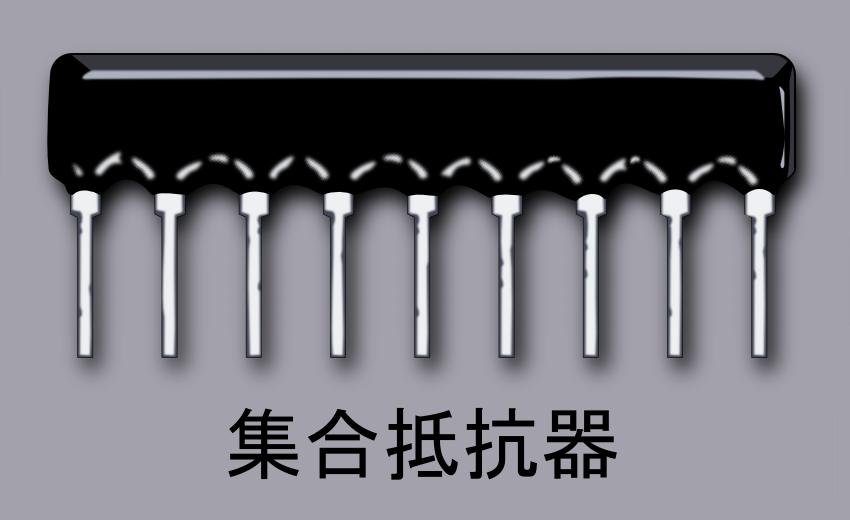
集合抵抗器（SIP形状）
この例では8個の抵抗器がまとめられ、端子の1本は共通である。

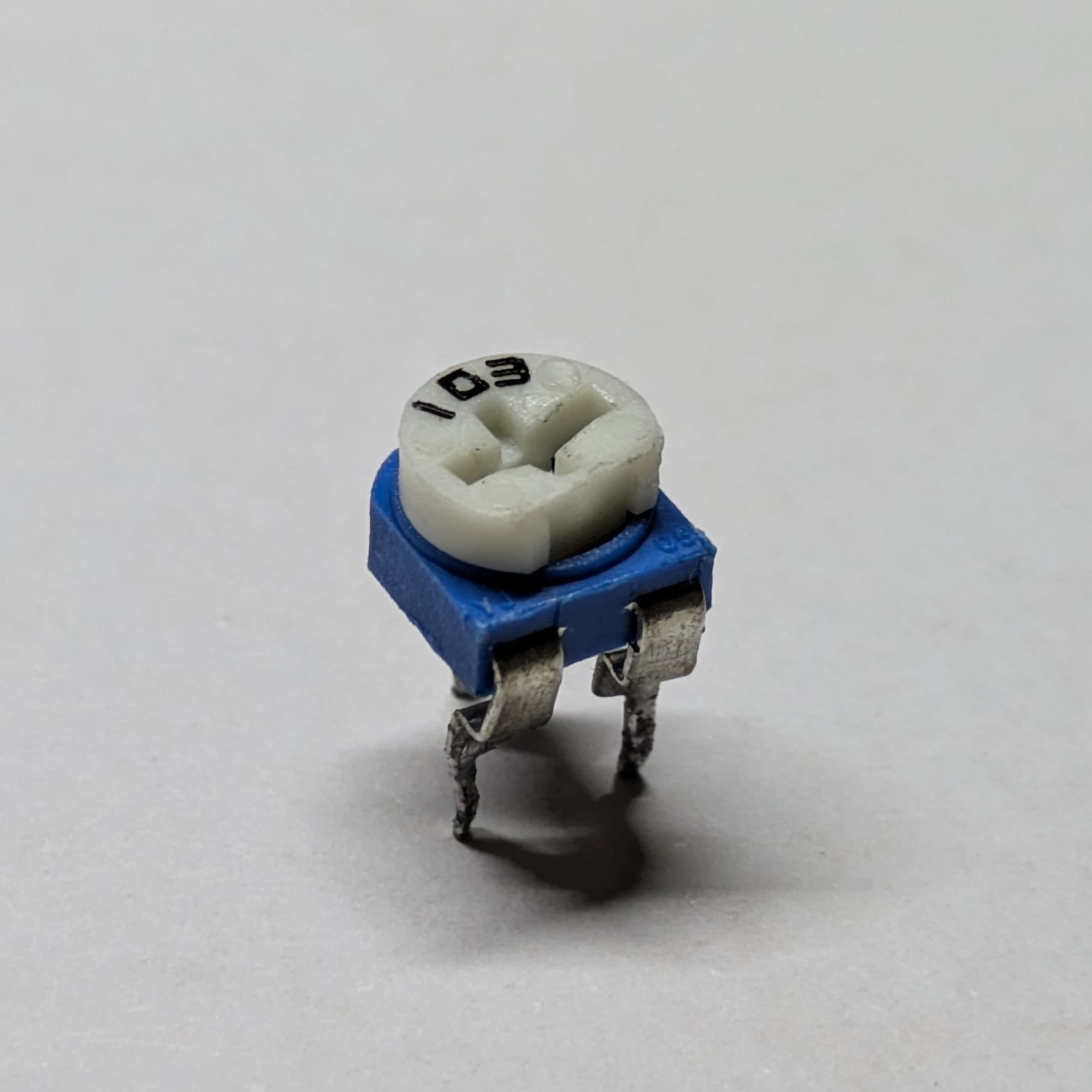
半固定抵抗器

現在、電子機器で使用される小型抵抗器の大部分は、リード線（金属製の脚）を持たない表面実装（表面実装技術）パッケージ（チップ抵抗と呼ぶ事が多い）となっている。これらは非常に小さい角板状の形状をしており、抵抗体の保護には樹脂又は低融点のガラスが用いられる。主に使用されている種類は次の通りである。
| 分類 | 読み方           | サイズ       | 備考                     |
| ---- | ---------------- | ------------ | ------------------------ |
| 3216 | サンニーイチロク | 3.2mm×1.6mm  |                          |
| 2125 | ニーイチニーゴ   | 2.0mm×1.25mm | 2012と称されることも多い |
| 1608 | イチロクゼロハチ | 1.6mm×0.8mm  | イチロクマルハチとも     |
| 1005 | イチゼロゼロゴ   | 1.0mm×0.5mm  | イチマルマルゴとも       |
| 0603 | ゼロロクゼロサン | 0.6mm×0.3mm  |                          |
| 0402 | ゼロヨンゼロニー | 0.4mm×0.2mm  |                          |

携帯電話機等の小型電子機器では0603のような微細なサイズのものが多く使用されている。さらに小さい0402も一部で使われ始めている。
一昔前までは、抵抗器本体からリード線を出した形状のものが主流であった。現在でも大電力品や特殊な用途の抵抗器では、このタイプのものが使われている。リード線タイプの抵抗には、抵抗器本体の両端からリード線を出したアキシャルリードパッケージという細長い形状のものと、抵抗器本体の片端から2本のリード線を平行に出したラジアルリードパッケージとがある。また、リード線の持つ抵抗による影響を避けるために四本のリード線を引き出した四端子抵抗器と呼ばれるタイプも存在する。
集合抵抗ではDIPやSIP形状のものがある。
非常に大電力の抵抗器では、ねじ止め式の端子やヒートシンクを備えたものもある。
また、抵抗体本体の保護の方法によっても幾つかに分類される。抵抗器本体を樹脂塗装で保護した簡易絶縁型、絶縁塗装をより入念に行った絶縁塗装型、絶縁にほうろうを用いたほうろう型、樹脂やガラスに封止したモールド型、セラミックや樹脂のケースに収め封止したケース型などがある。

### 機能による分類

#### 固定抵抗器
抵抗値が一定の抵抗器

#### 可変抵抗器
抵抗値を変更することができる抵抗器。2端子型の可変抵抗器をレオスタット、3端子型の可変抵抗器をポテンショメータと言う。
英語では可変抵抗器全般を指してポテンショメータの語が使われるが、日本語でポテンショメータと言った場合、多回転型や、高精度な角度検出用のものを特に指しているのがふつうである。
狭義では、つまみなどが付き、簡単な操作で抵抗値が変えられるようになっているものを特に指して「可変抵抗器」と言う。バリオームあるいはボリュームとも言う。抵抗体を露出させた固定抵抗器の端子間に、スライダと呼ばれる可動端子を設けることによって実現する。スライダを直線的に移動させる形状のものと、円周上を移動させる形状のものがある。

##### 半固定抵抗器
広義の可変抵抗器の一種で、ユーザーは通常操作せず基板上の実装された物をドライバ等で操作し、回路定数の調整等抵抗値を一度変更したらそのままの値で使用するもの。固定式では目的の抵抗値が得られない場合などに微調整として用いられる。トリマポテンショメータまたはトリマーボリュームとも言う。

#### シャント抵抗器
電流測定用に回路に挿入する抵抗器。抵抗値が小さい（0.2mΩ - 数Ω程度）。大電流測定用に数万Aを流せるものや、精密測定用に誤差±0.01%程の高精度なものがある。

### 構造・抵抗体による分類
炭素皮膜抵抗（カーボン抵抗）
誤差5%程度。金属皮膜抵抗に比べ雑音や周波数の特性はよくないが、価格が極めて安いため、幅広く使われている。
金属皮膜抵抗
厚膜型
汎用に使える高精度（誤差1%程度）抵抗器。キンピと略される。一般的な炭素皮膜に比べ雑音などの特性は良いが、カーボン抵抗より価格は高い。
薄膜型
厚膜型より高精度（誤差0.05%のものもある）、低温度係数だが厚膜型より高価。
酸化金属皮膜抵抗
中電力（1 - 5W程度）向け。耐熱性良好。サンキンと呼ばれる。
メタルグレーズ抵抗
金属や酸化ルテニウム等の金属酸化物とガラスを混合し、アルミナ基板などに高温で焼結させた皮膜をメタルグレーズ皮膜（メタルグレーズ厚膜）と言い、これを抵抗体として用いた抵抗器。安定性、耐環境性に優れ、チップ抵抗器やプリント抵抗に多く使用されている。絶縁粒子を使用しているため、過電圧が印加されると一部絶縁粒子への負荷集中で局所的な絶縁破壊を起こし、抵抗値が中途半端に変化する場合がある。
炭素体抵抗
一般にソリッド抵抗と謂われ、特性は炭素皮膜に似ているが、雑音がやや大きい。寄生インダクタンスが低く、高周波向け。断線が起こりにくいという意味では信頼性はよいが、温度係数が非常に大きく、また経年変化によっても抵抗値が大きく変化（増加）するため、精密な抵抗値を求められる用途には使われない。
巻線抵抗
抵抗体に螺旋状の金属線を用いたもの。高精度を目的としたものと、電力容量を重視したものがある、温度係数が少ない。無誘導巻きとしインダクタンスの低減を図ったものもある。

#### メタルクラッド抵抗
巻線抵抗の一種、絶縁した上で金属製の外装を取り付けてある。放熱板に取り付けて大電力用に使用する。
琺瑯抵抗
巻線抵抗の一種、抵抗体を保護するためにホーローを用いたもの。自己が発生する熱に対して非常に強いため、数十～数百Wの大電力用に使われる。
セメント抵抗
大電力（2 - 20W程度）用途に用いられる。抵抗器本体をセラミック製のケースに収め、セメントにより封止したもの。
酸化金属皮膜型
セメント抵抗のうち、抵抗体に酸化金属皮膜を用いたもの。比較的大きな抵抗値のものに多い。
巻線型
セメント抵抗のうち、抵抗体に金属線を用いたもの。小さな抵抗値のものに多い。
金属箔抵抗
金属のインゴットを圧延した薄い箔にした物。極めて高精度。温度係数も極端に低い。非常に高価。
金属板抵抗
極めて低い抵抗値が得られる。mΩオーダーまで。
ガラス抵抗
超高抵抗値 (100MΩ - 1TΩ) が得られる。
集合抵抗
複数の抵抗器を1つのパッケージに封入した抵抗器。ネットワーク抵抗、抵抗アレイとも言う。
厚膜型
同一抵抗値を手軽に多数並べるときに使う。
薄膜型
アナログ回路等で、相対的な抵抗値のばらつきを低減したい場合に用いる。
液体抵抗器
液体を抵抗体として利用したもの。電極間の距離を調整することで抵抗値を無段階に変化させることが出来る。

## 表示

### カラーコード
|                |      |      |                |
|                | 1, 2 | 3    | 4              |
| 色             | 数値 | 乗数 | 許容差（記号） |
| 黒             | 0    | 1    | -              |
| 茶色           | 1    | 101  | ±1% (F)        |
| 赤             | 2    | 102  | ±2% (G)        |
| だいだい（橙） | 3    | 103  | ±0.05% (W)     |
| 黄             | 4    | 104  | -              |
| 緑             | 5    | 105  | ±0.5% (D)      |
| 青             | 6    | 106  | ±0.25% (C)     |
| 紫             | 7    | 107  | ±0.1% (B)      |
| 灰色           | 8    | 108  | -              |
| 白             | 9    | 109  | -              |
| 桃色           | -    | 10−3 | -              |
| 銀色           | -    | 10−2 | ±10% (K)       |
| 金色           | -    | 10−1 | ±5% (J)        |
| なし           | -    | -    | ±20% (M)       |
| （未割当）     | -    | -    | ±30% (N)       |
| （未割当）     | -    | -    | ±0.02% (P)     |
| （未割当）     | -    | -    | ±0.01% (L)     |
| （未割当）     | -    | -    | ±0.005% (E)    |

従来より、小型抵抗器には色の帯により抵抗値と誤差を表現するカラーコードが使われてきた。帯は4本から6本で構成されており、抵抗器の端に近い位置にある帯から順に読む。なお固定抵抗器の色による表示は JIS C 60062 (IEC 60062) で定義される。中学校の技術家庭科では必ず学ぶべき項目とされている。
例えば、青・灰・橙・金で並んでいる場合、
68×103・±5%
= 68 × 1000 （Ω） ・±5%
と変換し、68000Ω ±5% = 68kΩ±5% と読むことができる。
色帯の数が多い場合でも、指数と誤差についての扱いが同様である。残りの色帯は数字として読む。たとえば、青・灰・茶・赤・茶で並んでいる場合、6・8・1・102・±1%と変換し、上記の例と同じように68.1kΩ±1%となる。こういった表記は金属皮膜抵抗に多いが、上記の例（カーボン被膜抵抗に多い）と比較した時に、指数を表す色帯の色が違っている点に注意したい。指数の帯と誤差の帯を区別するために、誤差の帯が太くされているものがある。
カラーコードの塗装は、ベルトコンベア上を流れる抵抗の下からインクの付いた円盤を押し当てている。
現在、小型の抵抗器ではチップ型が主流になっており、カラーコードを見かける機会も少なくなってきている。

#### カラーコードの覚え方
カラーコードの語呂合わせについて以下に例をあげる。太字は対応する色名と数字を表す。
- 黒 = 0 （黒い礼服……黒い零服）
- 茶 = 1 （小林一茶）（茶を一杯)
- 赤 = 2 （赤い二ンジン）
- 橙 = 3 （橙みかん……橙 三かん）（みかんは橙）（第三の男……橙 三のおとこ）
- 黄 = 4 （四季の色……四 黄 の色）（黄色いヨット……黄色い四ット）（からし……から四　からしは黄色い）（岸惠子……黄 四けいこ[6]）
- 緑 = 5 （五月みどり）（みどりご[注釈 3]……緑 五）
- 青 = 6 （青虫……青 六し）（徳川夢声……六 青[注釈 4]）
- 紫 = 7 （紫式部……紫 七部）
- 灰 = 8 （ハイヤー……灰 八ー）
- 白 = 9 （ホワイトクリスマス……ホワイト九リスマス）

### 文字表示
チップ型などでは、3桁 (xxy) や4桁 (xxxy) の数字や文字で抵抗値を表示する場合があるが、1005サイズ以下のチップ抵抗では小さすぎて判読困難なため、表示自体が省略されている。文字の意味は xxx×10yΩ、小数点は“R”で表現する。上記画像の「205」と記されたチップ抵抗の場合、20×105=2,000,000Ω=2MΩ である。
セメント抵抗やホーロー抵抗などのような表面積が広い抵抗器では、「2W 100ΩJ」のように定格電力、抵抗値と誤差を表す記号等を本体に直接印刷しているものが多い。抵抗値については、上記チップ型同様の数字記号を用いる場合もある。

## 抵抗器の図記号
日本では、抵抗器の図記号は、従来はJIS C 0301（1952年4月制定）に基づき、ギザギザの線状の図記号で図示されていたが、現在の、国際規格のIEC 60617を元に作成されたJIS C 0617（1997-1999年制定）ではギザギザ型の図記号は示されなくなり、長方形の箱状の図記号で図示することになっている。旧規格であるJIS C 0301は、新規格JIS C 0617の制定に伴って廃止されたため、旧記号で抵抗器を図示した図面は、現在ではJIS非準拠な図面になってしまう。ただし、JIS C 0301廃止前に作成された展開接続図等の文書に対して、描き直す必要性は必ずしもない。加えて、法的拘束力は無いため現在も旧図記号が使われる事が多いが、新図記号を使用する事が推奨されている。
新旧混在は混乱を招き事故にも繋がりかねず、輸出企業の場合旧図記号を使用していると図面が国際規格に準拠していないということで受注できない事もある。

従来規格の図記号
新規格の図記号

## 関連する他の電子部品
抵抗器は環境変化で抵抗値が変化することが無いように配慮されているが、逆に温度によって抵抗値が大きく変化するように作られたサーミスタと呼ばれる電子部品があり、温度センサとして使用される。また、同じように環境変化によって抵抗値が変化する素子としては、「フォトレジスタ（光電導セル）」という電子部品があり、これは光の量によって抵抗値が増減する。
実際の電子回路では、受動素子の1つであるコンデンサとともに用いられることが多く、両者の頭文字を取って CR と表現されることが多い。

## 抵抗器の利用

### 倍率器
倍率器（ばいりつき、英語: multiplier）は、直流電圧計の測定範囲の拡大に使われる抵抗器である。直列抵抗器（ちょくれつていこうき）あるいはマルチプライヤーともいう。
一般にアナログ式の電圧計は測定範囲が決まっており、それ以上大きい電圧をそのまま測定することは構造上できない。そこで、電圧計に直列に抵抗器を挿入し測定電圧を電圧計の内部抵抗と挿入した抵抗器で分圧することによって、相対的に電圧計にかかる電圧を減少させ測定範囲を広げることができる。
測定対象の電圧を{\displaystyle V}、電圧計に加わる電圧を{\displaystyle V_{V}}、電圧計の内部抵抗を{\displaystyle r_{V}}、倍率器の抵抗を{\displaystyle R_{S}}とすると、分圧の公式より次のようになる。
{\displaystyle V={\frac {R_{S}+r_{V}}{r_{V}}}V_{V}=\left(1+{\frac {R_{S}}{r_{V}}}\right)V_{V}}
よって、最大目盛りの時の電圧が{\displaystyle \left(1+{\frac {R_{S}}{r_{V}}}\right)}倍に拡大されたことになる。
多くの電圧計は内部に倍率器を備えており、端子を替えることで測定可能範囲を変化させることができる。これを多重範囲電圧計という。

### 分流器
分流器（ぶんりゅうき、英語: shunt）は、直流電流計の測定範囲の拡大に使われる抵抗器である。並列抵抗器（へいれつていこうき）あるいはシャントともいう。
一般にアナログ式の電流計は測定範囲が決まっており、それ以上大きい電流をそのまま測定することは構造上できない。そこで、電流計に並列に抵抗器を挿入し測定電流を電流計の内部抵抗と挿入した抵抗器で分流することによって、相対的に電流計に流れる電流を減少させ測定範囲を広げることができる。
測定対象の電流を{\displaystyle I}、電流計に流れる電流を{\displaystyle I_{A}}、電流計の内部抵抗を{\displaystyle r_{A}}、分流器の抵抗を{\displaystyle R_{S}}とすると、分流の公式より次のようになる。
{\displaystyle I={\frac {R_{S}+r_{A}}{R_{S}}}I_{A}=\left(1+{\frac {R_{A}}{r_{S}}}\right)I_{A}}
よって、最大目盛りの時の電流が{\displaystyle \left(1+{\frac {R_{A}}{r_{S}}}\right)}倍に拡大されたことになる。
多くの電流計は内部に分流器を備えており、端子を替えることで測定可能範囲を変化させることができる。これを多重範囲電流計という。

### 鉄道車両における抵抗器
車両用抵抗器とも言う。
電気機関車や電車においては直流モーターの電流を調節するために、長らく抵抗器を使った制御方式（抵抗制御）が採用されてきた。また発電ブレーキで発生した電力を熱として捨てるためにも抵抗器が使われる。効率が良く軽量小型な電動機の制御方式が発展したこと、逆潮流送電技術の発展などにより、人目につくように搭載される事は少なくなってきている。
材質と冷却方式から、以下の様に分類される。

#### 抵抗体

##### 鋳鉄グリッド式
古くから使われてきた方式。重いことと、熱容量が少ないことから、新性能車では極初期に使われただけであった。

##### ニクロムリボン式
上記に変わって主流となった方式。軽量であることと、発電ブレーキの装備に伴い、容量を増やす必要から、高性能車や新性能車ではこれが主流となった。

#### 冷却方式

##### 自然通風式

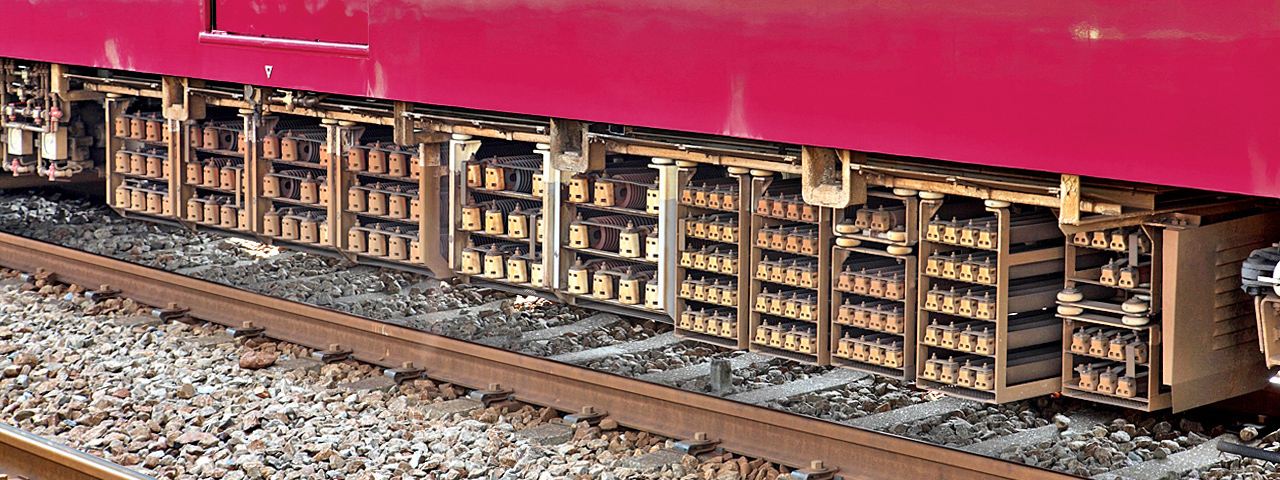
初代・京急1000形の主抵抗器
向かって右側の間隔が密なものが起動・力行用抵抗器、左側の大容量のものが電制用抵抗器。

古くから使われてきた方式。発熱量が少ない場合は、これで充分だった。国鉄新性能電車（発電ブレーキ付き）では採用例が少ない（151、301、103-1000 / 1200 / 1500、105、119、121系等）。私鉄では、ブロアーファンの騒音と故障リスクが無い事から発電ブレーキ付きの車両でもこの方式が主流で、床下は抵抗器で埋め尽くされた。特に近鉄、南海、神戸電鉄等では1両に積みきれずに2両に亘って搭載される場合もあった。
日本以外では屋根上に搭載される場合が多い。日本では名鉄のモ600形が屋根上に抵抗器を搭載されていたほか、抵抗制御の車両ではないが、国鉄781系、JR北海道の721、785系およびJR西日本・JR東海の285系も屋根上に発電ブレーキを作動させるためだけの抵抗器を搭載している。

##### 強制通風式

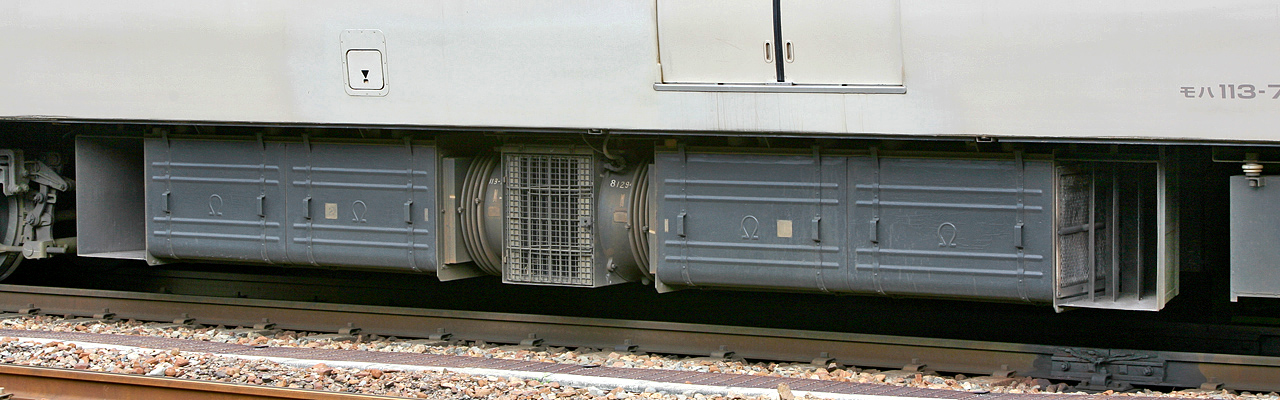
国鉄モハ113形の主抵抗器
中央吸気口の奥に送風用両軸電動機があり、そこから前後に冷却扇、抵抗器、排気口の順に並ぶ。

発熱量が多い場合に有効な方式。国鉄新性能電車は大部分がこの方式。私鉄では採用例が少なく、相鉄、東急、小田急、京王、名鉄、阪神、名古屋市営地下鉄等に採用例があるくらいである。中でも、名鉄や阪神にはGE・東芝製MCM制御装置（制御装置と抵抗器が一体化）の採用例があり、これも強制通風式となる。ブロアーファンが故障した場合や、何らかの事情により送風を止めた場合は、発熱量の問題で力行は可能だが発電ブレーキが使用不能となる。